# Протести у Канади поводом уведених мера против пандемије ковида 19
Протести против ковида 19 у Канади су протести који су почели у априлу 2020. године у Ванкуверу, Торонту, Едмонтону и Отави против мера које је увела Влада Канаде поводом пандемије Ковида 19 у тој држави.

## Канада

### Канадске провинције

#### Британска Колумбија
Протести против закључавања поводом пандемије ковида 19 почели су 19. априла 2020. у Ванкуверу.

#### Алберта
Почевши од априла 2020. године, група која себе назива „Шетња за слободу” организовала је протесте против ношења маски. Забринутост је изазвана када је неколико стотина демонстраната учествовало у шетњи за слободу 20. фебруара 2021. и маршу са бакљама Јерихона у згради законодавства Алберте у организацији „Шетње за слободу Алберте” и „Алијансе за јединство слободе”. Организатори скупа били су Лора Лин Томпсон из Народне партије Канаде, Бред Карингтон из Партије Нове федерације Канаде, Питер Даунинг, оснивач Векзита, Кевин Џ. Џонстон, улични пастор из Калгарија, Артур Павловски и Партија независности Вајлдроуз из Алберте коју води Паул Хинман.
У својој поруци на Јутјубу, од 6. јануара 2021. године, Павловски је најавио протест и он је то назвао „Марш слободе у Јерихону“. Тај протест је одржан 20. фебруара и био је у организацији „Уличне црква и марш за Исуса”. На протесту Павловски је том приликом рекао: „Погледајте шта се дешава са њима у Сједињеним Државама." Са том реченицом је хтео да укаже на то што се десило у САД када су демонстранти извршили јуришо на Капитол Сједињених Држава 6. јануара. Такође је додао: „Ако сада не устанемо и ујединимо се заједно против глобалистичких планова, можда више никада нећемо имати ову прилику. Позивамо вас на највећи митинг у Алберти”. На плакатима је писало и да су мирољубиви, да подржавају полицијску групу и да се „залажу за права и слободе“. Слични плакати су коришћени од тада и изазивали су „збуњеност и забринутост код верских стручњака који кажу да се чини да повезује верске и расистичке слике“ које укључују ношење Тики бакљи које су коришћене на скупу Уједините десницу САД 2017. године.  Постер који је рекламирао митинг приказује „слику белих бнациста из 2017. године“, који марширају кроз Шарлотсвил.“
Група од стотина демонстраната против закључавања, са транспарентом „шетње за слободу”, укључивала је и оне који поричу Ковид 19, као и присталице пастора цркве „Грејс Лајф” у области Едмонтона, Џејмса Коутса. Коутс је ухапшен 17. фебруара 2021. од стране Краљевске канадске коњичке полиције (РЦМП) због одбијања да се придржава закона Алберте, Закона о јавном здрављу који се односи на ограничавање капацитета, ношење маски и физичко дистанцирање верника у цркви. Коутса представља адвокат Центра за правосуђе за уставне слободе (ЈЦЦФ), Џејмс Кичен, који је, заједно са Џоном Карпејем из ЈЦЦФ-а, покренуо правни спор против ограничења јавног здравља од 24. новембра 2020. које је наметнула влада Алберте. Главни аргуменат адвоката је да донешене мере „ометају Албертска „чартер права“. Карпеј, који је био присталица премијера Џејсона Кенија и члан Уједињене конзервативне партије, раније је, у мају 2020. године, поднео тужбу оспорујући уставност закона бр.2, закона који је предложио министар здравља Тајлер Шандро као одговор на Ковид 19 пандемију у Алберти. Званична опозиционарка и лидерка НДП-а Рејчел Нотли рекла је да су демонстранти, од којих су многи носили бакље Тики, били присталице расног национализма и који су били ту да застраше и шире мржњу. Шерифи Алберте и полиција Едмонтона који су били лицу места, држала је демонстранте одвојено од антирасистичког скупа који је заказан да се одржи у исто време.
Било је напетих момената 21. фебруара, када су демонстранти против уведених мера за обавезно ношење маски и владиних рестрикционих мера, оптуживали владу и медије говорећи да су то „лажне вести“ и „пропаганда“. У изјави од 20. фебруара, градоначелник Едмонтона Дон Ајвсон је рекао да су то „лажне вести“ и „пропаганда“. Рекао је да неки људи повезани са овим скупом, који воде организатори изван Едмонтона, могу бити повезани са познатим групама мржње. Едмонтон недвосмислено осуђује расизам, мизогинију и друге облике мржње."
Неколико стотина демонстраната, 11. априла 2021, окупило се у Кортхаус Парку у Калгарију, Алберта, у знак подршке малим предузећима и протестовало против поновног увођења мера од стране владе Алберте.
Почетком маја 2021. године, велика група људи присуствовала је родеу који је означен као протест против закључавања. Протест је одржан на празној парцели дуж аутопута 2А у близини Бодена, Алберта. Полиција Алберте је 8. маја 2021. ухапсила двојицу црквених вођа у Калгарију који су се гласно противили и пркосили уведеним ограничењима. Власник бензинске пумпе и ресторана Крис Скот, чији је Висл Стоп Кафе постао симбол покрета против ограничења малих предузећа у руралној Алберти, такође је ухапшен 8. маја.

#### Саскачеван
Дана 21. априла 2020. објављено је да су затвореници у затвору у Саскачевану протестовали против мера ограничења која су им постављена због Ковида 19.

#### Онтарио
Дана 25. априла 2020. одржани су протести, са укупно 200 демонстраната, испред зграде законодавства Онтарија у Квинс парку у Торонту. Протестанти су захтевали да премијер Даг Форд укине све ванредне мере. Неки од демонстраната су сматрали да је Ковид 19 превара а у том контексту Форд их је назвао „гомила јахуа“ (информације са интернет претраживача Јаху).
Дана 2. маја 2020. одржан је још један протест са 100 демонстраната окупљених испред зграде законодавства Онтарија. Такође 2. маја, у улици Велингтон у близини Парламент Хила у Отави, око 20 људи се окупило на митингу позивајући на укидање ограничења у вези Ковида 19.
У јулу 2020. Крис Скај и 40 активиста из његове групе „Хагс овер маскс” ушли су у метро Комисије за транзит у Торонту (ТТЦ) без маски у знак протеста због увођења подзаконског акта о маскама у ТТЦ, тражећи изузеће.
Дана 15. јануара 2021. године, Роман Бабер, члан покрајинског парламента за Јорк центар у Торонту, уклоњен је из посланичке групе владајуће Прогресивне конзервативне партије Онтарија након што је објавио отворено писмо Дагу Форду у којем критикује ограничења у Онтарију. И после уклањања са места посланика Бабер је наставио своје заговарање против закључавања као независни члан законодавне опозиције. Дана 23. јануара 2021, на тргу Јанг-Дандас одржан је скуп против закључавања који је резултирао хапшењима и оптужбама које је подигла полиција у Торонту.
Од почетка марта 2021. одржани су протести у Берију, Онтарио, на Меридијан Плејсу. Протест од 10. априла, привукао групу од 300 људи. Особа која је предводила протесте је кажњена са 800 канадских долара од стране полицијске службе Берија. Лидер Народне партије Канаде, Максим Берније, присуствовао је протестима и одржао говор пред групом од више стотина демонстраната. Протест је био одржан 17. априла.
У поподневним сатима 17. априла 2021, око 300 демонстраната против закључавања окупило се у улицама Мејн Стрит Ист и Кенилворт Авењу Норт у Хамилтону, Онтарио. Полиција је била у зони протеста ради јавне безбедности и спровођења али није имала потребе да интервенише.
Током 17. априла, 24. априла и 15. маја, одржани су масовни скупови на брду Парламента у Отави у присуству више припадника полицијских снага које нису морале да реагују.
Дана 15. маја 2021. одржан је масовни митинг у Квинс Парку у Торонту, и протест се наставио уливом Јанг, па даље на југ до Лејкшора а затим на запад дуж Лејкшора до Спадајне. Протест је обухватио авенију Спадајна и завршио опет у Квинс Парку где је и почео.
Дана 1. септембра 2021. одржани су протести против пасоша за вакцине у Торонту, Ошави и Лондону, Онтарио. Протест је био одговор на меру владе Онтарија која је објавила систем сертификације вакцине против Ковида 19 а који је ступио на снагу 22. септембра 2021. године.
Одговарајући демонстрантима испред Опште болнице у Торонту 13. септембра 2021. године, Рагу Венугопал је одржао контра протест. Он је протесте назвао „неканадским“ и „неприхватљивим“. Касније истог дана, Џастин Трудо је најавио да ће инкриминисати блокирање приступа болницама, а амандман на Кривични законик Канаде одобрен је 17. децембра 2021.

#### Квебек
Дана 20. децембра 2020, стотине демонстраната марширало је улицом Шербрука и авенијом Макгил колеџ до парка Лафонтен у Монтреалу, са паролама на којима је писало „Одбацујемо ваше велико ресетовање“ и „Боље умрети слободан него живети без слободе“. Полиција је поделила на стотине казни.
Дана 8. јануара 2021. организовани су протести против четворонедељне „шок терапије“, како је изјавио премијер Квебека Франсоа Лего. Шок терапија је укључивала четворонедељни полицијски час који је почињао сваки дан у 8 сати увече и важио је за све становнике Квебека. Демонстранти који су марширали у центру Монтреала, кажњени су са минимално 1.000 долара, а неки су били  задржани у затвору.
На хиљаде демонстраната су се окупиле, 1. маја 2021. године, у Монтреалу у знак протеста против новодонесених владиних мера у Квебеку због Ковида 19. Протестанти су ишли око парка Мезонев и Ботаничке баште и наставиле кроз улицу Шербрук и улицу Виј до булевара Росемонт и авеније Бурбонир. Колона протестаната се протегла на скоро 2 km (1,2 mi). Више демонстраната је било упорно да посебно протестују због четворонедељног полицијског часа који је почео у Квебеку 8. јануара 2021, који је, заједно са другим ограничењима, продужен или је већ од тада трајао. Протестанти су посебно нагласили да нису против маски, нити вакцинације, већ само против полицијског часа од 20:00 јер је контрапродуктиван и није подржан научним доказима нити подацима који су доказано ефикасни. Такође су посебно напоменули да ће их мејнстрим медији вероватно погрешно представљати као екстремисте и теоретичаре завере. Пред крај протеста, мања група демонстраната почела је да баца камење и димне бомбе на полицајце, што је резултирало употребом сузавца против демонстраната. Амим тим неколико демонстраната је ухапшено. Протесту је присуствовао и лидер ППЦ, Максим Берније, присуствовао је протесту. Као резултат протеста, службеници јавног здравства су променили распоред или преместили вакцинацију са Олимпијском стадиону у Монтреалу у друге здравствене клинике.